# 外廚增八
長蛇座6，又名BD-11 2420，HD 73840、SAO 154515、HR 3431，是長蛇座的一颗恒星，视星等为4.98，位于銀經237.4，銀緯17.34，其B1900.0坐标为赤經8h 35m 17.2s，赤緯-12° 17.34′ 18″。